# Ministère de l'Industrie de la Défense
Le ministère de l'Industrie de la défense est une agence gouvernementale du Cabinet d'Azerbaïdjan chargée de la conception, de la fabrication, de la réglementation et de la maintenance des produits dans les domaines de la défense, de l'électronique radioélectrique et de l'ingénierie des instruments. 

## Histoire
Le Ministère a été créé le 16 décembre 2005 par décret présidentiel. Le nouveau ministère a incorporé les départements d'État de l'Industrie militaire et des Armements et le Centre de science militaire, qui étaient tous deux des agences distinctes au sein de l'armée azerbaïdjanaise. Yavar Djamalov a été le premier chef de ce ministère entre mars 2006 et le 23 juin 2018. Le lieutenant-général Madat Gouliyev a été nommé ministre de l'Industrie de la défense par décret du président azerbaïdjanais du 20 juin 2019.
L'Azerbaïdjan souhaite devenir un important exportateur d'armes vers le Caucase du Sud, l'Asie centrale et le Moyen-Orient. Il a été annoncé en janvier 2008 que l'industrie de la défense de l'Azerbaïdjan commencerait à fabriquer des véhicules blindés de transport de troupes et des véhicules de combat d'infanterie, ainsi que des canons d'artillerie de petit calibre.  On ne sait pas vraiment si cela a eu lieu. Le nouveau ministère coopère avec les secteurs de la défense de l'Ukraine, du Bélarus et du Pakistan. En 2008, plusieurs autres usines militaires ont été créées en Azerbaïdjan.

## Coopération
Les entreprises du ministère coopèrent avec des partenaires dans de nombreux pays étrangers dans les domaines suivants:
- Aviation
- Industrie pétrolière
- Génie des instruments
- La navigation

Récemment, les sociétés turques ASELSAN et MKEK ont signé un accord avec l'Azerbaïdjan. ASELSAN a été récompensé pour coproduire des viseurs monoculaires de vision nocturne et des lunettes thermiques (fusils de sniper, etc.) avec l'Azerbaïdjan.

## Forces aériennes
Le pays fabrique également des avions espions conçus par Israël. Parmi les avions espions sans pilote autorisés, on trouve l'Orbiter-2M et l'Aerostar. Les deux sont fabriqués dans la société gouvernementale “Azad Systems Company” près de Bakou. Le chef de l'industrie de la défense, Yaver Djamalov, a déclaré que d'ici la fin de 2011, un total de 60 drones seraient produits.

## Projets futurs potentiels
Murad Bayar, le sous-secrétaire aux industries de défense turques, a déclaré que la Turquie visait à fabriquer de nouveaux chars pour les forces armées turques. "Certains de ces réservoirs pourraient être fabriqués en Azerbaïdjan et d'autres en Turquie, une production conjointe avec l'Azerbaïdjan correspondant aux besoins de ce pays à l'avenir." Dit Bayar.

## Modernisation
En 2011, l'usine de reconstruction d'instruments de l'Association de production de Jihaz du Ministère de l'industrie de la défense a été ouverte à Bakou. 
En 2011, la production de véhicules aériens sans pilote des marques Aerostar et Orbiter-2M s'est poursuivie. 
En 2016, l'industrie a commencé sa propre production de missiles à courte portée. Environ 125 types de produits sont en cours d'élaboration et des projets de création de missiles air-sol, air-air et sol-sol sont mis en œuvre.
Le 14 février 2017, il y a eu une démonstration du véhicule blindé national «Tufan», résistant aux mines. Environ six mois ont été consacrés au développement de ce véhicule blindé. 
Le 23 juin 2017, la cérémonie d'ouverture d'une usine de production de différents types de grenades MSGL et de 40 lance-grenades de l’Association de production Charg du ministère s'est tenue à Chirvan. 